# Erik Arnbom

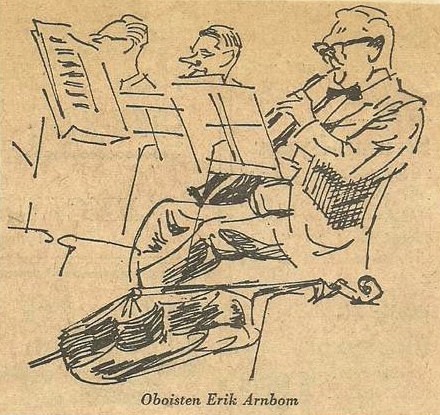
Erik Arnbom
Dagens Nyheter
jan. 1962

Erik Emanuel Arnbom, född 26 maj 1896, död 4 maj 1980, var en svensk oboist.
Arnbom studerade vid Kungliga musikkonservatoriet 1912–1917. Han var oboist vid Dalregementet 1909–1916, vid Stockholms konsertförening 1914–1915, vid Berns salongers orkester 1916–1917, vid Röda Kvarn 1918–1927 och i Kungliga Hovkapellet 1928–1956. Han var även lärare vid Stockholms borgarskola och vid kommunala musikskolan.
Han invaldes som associé nr 203 i Kungliga Musikaliska Akademien den 26 november 1953 och blev ledamot 759 den 1 juli 1971.

## Diskografi
- Trio for two oboes and harpsichord (Johan Helmich Roman) / Rolf Lännerholm & Erik Arnbom, Oboe. Ingrid Kjellström, Harpsichord på Svensk mediedatabas